# Henriettaön

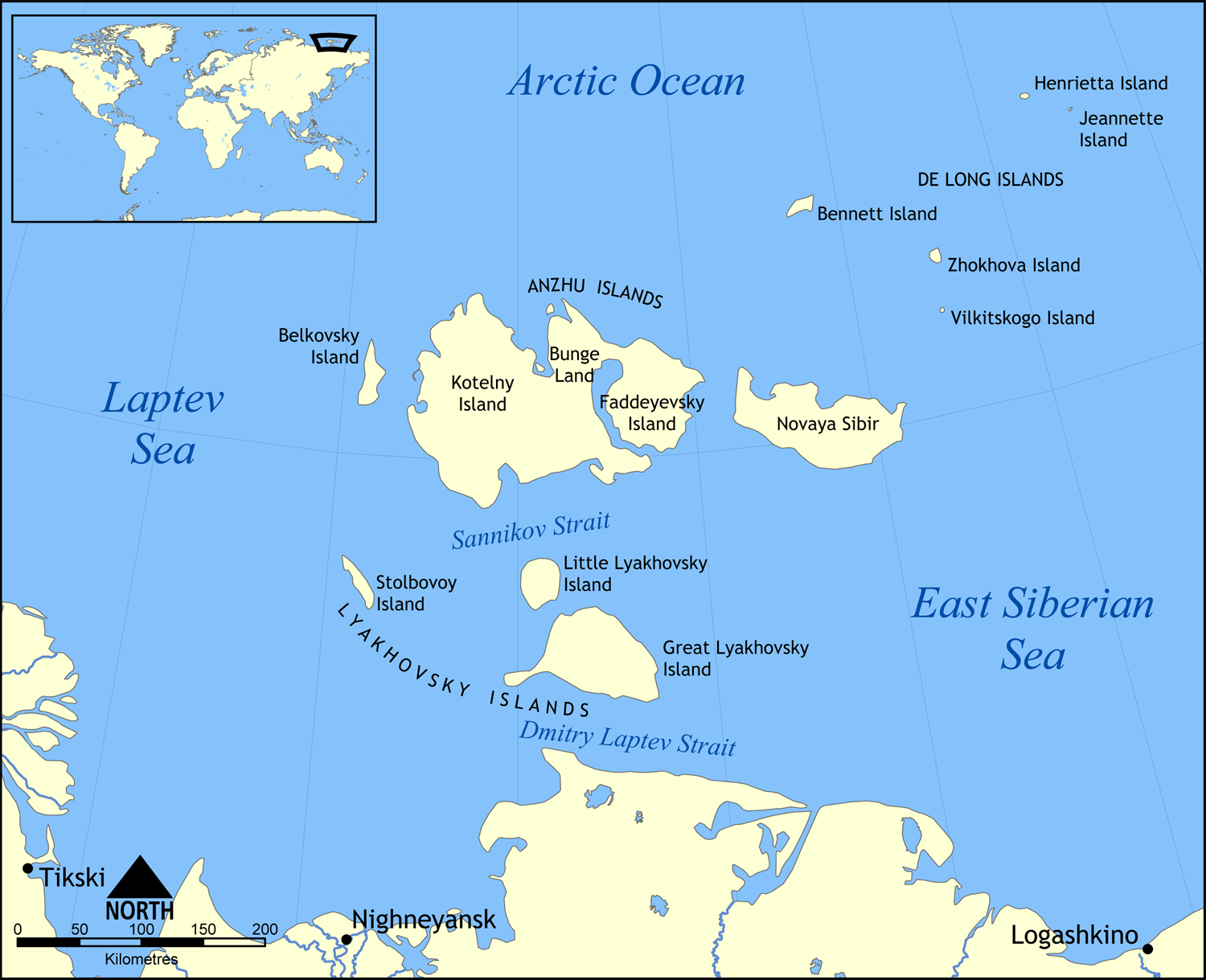
Lägeskarta.

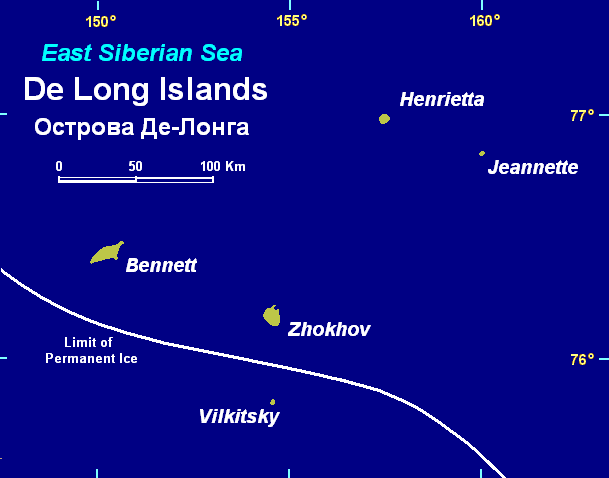
Områdeskarta.

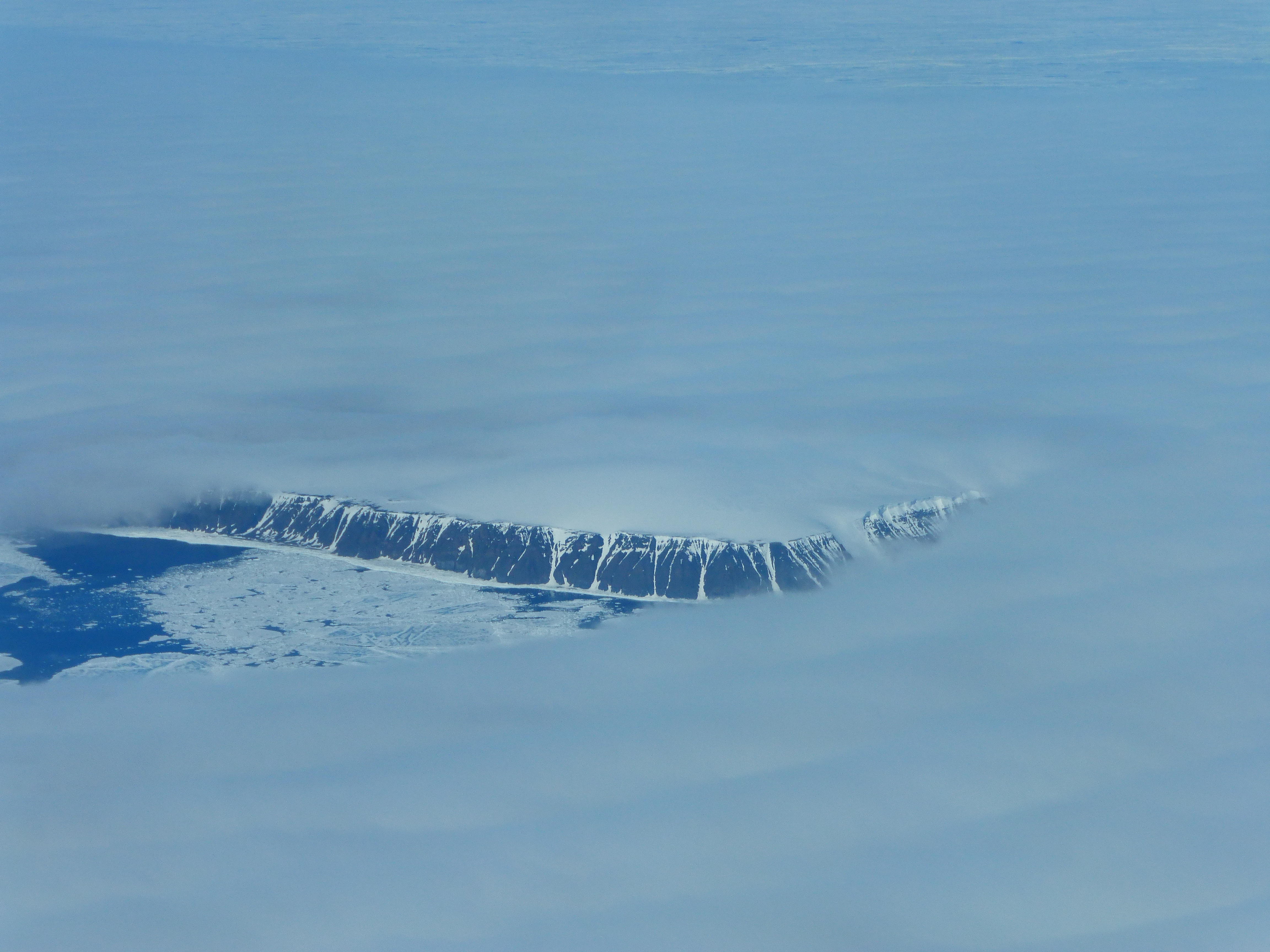
Henriettaön.

Henriettaön (jakutiska: Хенриетта арыыта Xenriyetta Aryyta, ryska: Остров Генриетты Ostrov Genrijetty) är en rysk ö i ögruppen Nysibiriska öarna bland Rysslands arktiska öar i Norra ishavet.

## Geografi
Henriettaön är den nordligaste ön i ögruppen De Longöarna och ligger cirka 45 km nordväst om Jeannetteön och cirka 800 km nordöst om distriktets huvudort Tiksi utanför Sibiriens nordöstra kust mellan Laptevhavet i väst och Östsibiriska havet i öst. Ögruppen ligger cirka ligger ca 4 700 km nordöst om Moskva. Den nordligaste punkten kallas Kap Melville (Mys Mel'villya).
Den obebodda ön har en yta på cirka 7,1 km² och den högsta höjden är på cirka 312 m ö.h. Ön är cirka 3 km lång och cirka 3 km bred. Det råder arktiskt klimat i området och stora delar av ön är täckt av glaciärer.
Förvaltningsmässigt utgör området en del rajon (distrikt) Bulunski i delrepubliken (federationssubjekt Sacha.

## Historia
Henriettaön upptäcktes den 20 maj 1881 av en besättningsman på forskningsfartyget USS Jeannette under George Washington DeLong expedition åren 1879 till 1881 i området. Ön namngavs efter expeditionens finansiär James Gordon Bennett den yngres mor. Kort därefter förliste fartyget den 12 juni då det krossades av packis.
Åren 1886 och 1893 genomförde balttyske upptäcktsresande Eduard Toll och Alexander Bunge i rysk tjänst en forskningsresa till området.
1913 gjordes försök att kartlägga ön och Jeannetteön under den ryska Arktisexpeditionen åren 1910-1915 under ledning av upptäcktsresande Boris Vilkitskij.
1937 inrättades en forskningsstation på ö, stationen stängdes 1963.
I september 2013 genomförde Polarforskningssekretariatet en geologisk expedition i området kring DeLongöarna.